# Венская и Австрийская епархия (РПЦЗ)
Венская и Австрийская епархия — епархия Русской Православной Церкви Заграницей, существовавшая в 1940-х — 1988 годах.

## История
В августе 1938 года Архиерейский Собор РПЦЗ избрал архимандрита Василия (Павловского) викарным епископом для Берлинской епархии с титулом «Потсдамский», но по просьбе епископа Берлинского и Германского Серафима (Ляде) изменил его титул титул на «Венский», так как, во-первых, Вена в тот момент была вторым по значению городом Германского государства, а во-вторых, там, в отличие от
Потсдама, проживало немало русских эмигрантов. 1 января 1939 года состоялась хиротония архимандрит Василия во епископа Венского, викария Берлинской епархии.
В 1944—1945 годах в Австрию прибыло огромное количество русских переселенцев, бежавших от наступающей Красной армии. В первые годы после Второй мировой войны в стране находились десятки тысяч людей из русских земель, сконцентрированные в основном в лагерях для беженцев. Оторванные от Родины, очутившись в местных лагерях, они организовали после войны 33 общины.
14 июля 1945 года на прошедшем в Мюнхене первом после окончания войны заседании Архиерейского Синода РПЦЗ был решено образовать самостоятельную епархию на территории Австрийскую епархию. Её правящим архиереем был назначен епископ Василий (Павловский), который вскоре умер. После краткого пребывания на Венской кафедре Димитрия (Магана), Афанасия (Мартоса) и Нафанаила (Львова), по просьбам уже разросшейся общины, В Австрию, по решению Синода, в 1946 году был направлен архиепископ Стефан (Севбо). Торжественная встреча Архиерея состоялась 17 января 1947 года. Его принимали 16 протоиереев, иереев и протодиакона. Храм Покрова Пресвятой Богородицы в лагере Парш стал кафедральным.
Вскоре начался массовый отъезд перемещённых лиц из Австрии, главным образом в США, Канаду и Австралию. К 1953 году около 90 % беженцев уже уехало, а многие оставшиеся прятались, боясь высылки в СССР. Вместе с паствой уезжали и священники. Посетивший Австрию в 1957 году Владимир Голицын констатировал «очень тяжёлое положение здешнего духовенства»: «Беженский вопрос в Австрии ещё не разрешён до сих пор. Я говорю о православных русских и сербах живущих в Австрии уже 12 лет. Вывезены в другие страны были лишь здоровые и трудоспособные, больные же и старые сидят и по сию пору в лагерях, ожидая решения своей судьбы. Кроме того в Австрии живут тысячи сербов, число которых увеличивается ежедневно прибывающими новыми перебежчиками, тоже обслуживаемые нашими священниками. В данный момент в Австрии имеются 1.500 русских разбросанных по всей стране. <…> В австрийской епархии имеется 1 архиепископ и 5 священников, которые должны обслуживать 5 больших городов (Грац, Клагенфурт, Зальцбург, Инсбрук и Линц), 15 лагерей, не все лежащие вблизи железной дороги, 2 старческих дома и 2 больницы. Каждому ясно с каким напряжением должно работать наше духовенство, чтобы обслуживать свою паству. Сколько времени и физического напряжения тратится на поездки‚ чтобы отслужить литургию, совершить погребение, крестить ребёнка, причастить тяжело больного. Эту жертвенную работу нашего духовенства можно было бы наполовину облегчить если бы в Епархии был автомобиль, но чтобы его иметь нужны деньги».
В конце 1960 — в течение 1961 годов лагерь Парш, был полностью расформирован. Для поселенцев, при поддержке некоторых благотворительных организаций, были оборудованы небольшие квартиры.
В 1946—1948 годы и с 1962 года параллельно существовала Венская и Австрийская епархия Московского Патриархата.
В 1965 году скончался архиепископ Стефан (Севбо). Только в 1974 году был назначен новый правящий архиерей — архиепископ Нафанаил (Львов), но и он был болен и жил в Мюнхене, а не Австрии.
Когда в 1985 годы умер престарелый протоиерей Василий Иванов, в Австрии у Русской Православной Церкви за границей остались всего два священника.
В 1988 году, после смерти архиепископа Нафанаила (Львова), епархия вошла в состав Берлинской как благочиние.

## Епископы
Венское викариатство Берлинской епархии
- 1 января 1939 — 14 июля 1945 — Василий (Павловский)

Венская и Австрийская епархия
- 14 июля — 23 октября 1945 — Василий (Павловский)
- октябрь — 27 декабря 1945 — Игнатий (Жебровский)
- 27 декабря 1945 — 13 июля 1946 — Димитрий (Маган)
- 13 июля — 2 августа 1946 — Афанасий (Мартос)
- 2 августа — 13 августа 1946 — Нафанаил (Львов)
- 13 августа 1946 — 25 января 1965 — Стефан (Севбо)
- 1965—1971, в/у — Антоний (Бартошевич), архиепископ Женевский
- 24 сентября 1974 — 8 ноября 1986 — Нафанаил (Львов)